# Phoenicanthus obliquus
Phoenicanthus obliquus là loài thực vật có hoa thuộc họ Na. Loài này được (Hook.f. & Thomson) Alston miêu tả khoa học đầu tiên năm 1931.